# Progressiv metal
Progressiv metal (somme tider forkortet til prog metal) er en musikgenre der opstod i midten af 1980'erne som en fusion af progressiv rock og heavy metal. Progressiv metal blander heavy metals kraftfulde og guitardrevne lyd med progressiv rocks komplekse kompositionsstrukturer, specielle taktarter og indviklede instrumentale spillestil. Nogle progressiv metal-bands er også påvirket af jazz fusion og klassisk musik.[kilde mangler] Ligesom det er tilfældet med sange indenfor progressiv rock er progressiv metal-sange oftest meget længere end den typiske metalsang, og de forbindes somme tider tematisk i konceptalbum. Af denne grund høres progressiv metal sjældent i mainstreammedierne. Visse bands, såsom Opeth, har dog i den seneste tid haft succes også udenfor de traditionelle progressiv metal-cirkler.[kilde mangler]

## Egenskaber

### Diversitet
Progressiv metal kan opdeles i mange mindre genrer som svarer til bestemte andre former for musik som har påvirket progressiv metal-grupper. Som eksempel kan tages to grupper som ofte betegnes som progressiv metal, King's X og Opeth, som ligger i hver sin ende af det soniske spektrum: King's X er stærkt påvirket af blødere mainstreamrock og bidrog endda til grungemusikkens fremgang, da de inspirerede bands som Pearl Jam, hvis bassist Jeff Ament engang udtalte at "King's X opfandt grunge."[kilde mangler] Opeth's growlende vokal og hårde guitarer (som blandes temmelig frit med udtryksfulde gotiske akustiske passager) bliver ofte betegnet som progressiv dødsmetal, men alligevel henviser frontmand Mikael Åkerfeldt til bands som Yes og Camel som store indflydelser på bandets musikstil.
Klassisk og symfonisk musik har også haft en betragtelig påvirkning på genren progressiv metal, hvor bands som Devin Townsend, Symphony X og Shadow Gallery har fusioneret traditionel progressiv metal med en kompleksitet og storhed som oftest kan findes i klassiske kompositioner. På samme måde har bands som Dream Theater, Planet X og Liquid Tension Experiment haft en jazz-påvirkning som kan ses i deres lange solosektioner hvor der ofte veksles mellem musikerne. Cynic, Atheist, Opeth, Pestilence og Meshuggah har også blandet jazz/fusion med dødsmetal. Devin Townsend trækker mere på indflydelse fra ambientmusik i hans musiks atmosfære. Progressiv metal forbindes også ofte med power metal, blandt andet på musikfestivalen ProgPower. Progressiv metal har også overlappet thrash metal – bedst kendt er nok Dark Angels kendte album Time Does Not Heal, som blev kendt for en sticker som sagde "9 sange, 67 minutter, 246 riffs." Bandet Watchtower, som udgav deres første album i 1985, blandede en moderne thrash metal-lyd med tydelige progressive elementer, og selv Megadeth associeres ofte med progressiv metal – Dave Mustaine har udtalt at bandet sågar blev beskrevet som "jazz metal" i starten af 1980'erne.
For nylig er idéen om "teknisk metal" blevet populær og udbredt efter en ny bølge af shred guitar. Dette har ført til en genopdagelse af mere traditionelle progressiv metal-bands som Dream Theater og Symphony X, og har også ført til grupperinger af bands fra progressiv-scenen som ikke nødvendigvis spiller traditionel progressiv metal, deriblandt Nevermore og Into Eternity. Disse bands bliver, somme tider fejlagtigt, betegnet som progressiv metal, da de spiller relativt avanceret og teknisk metalmusik som ikke kan associeres præcist med andre undergenrer. Teknisk dødsmetal-bands som Necrophagist og Arsis bliver også ofte associeret med den samme subkultur.

### Forskelle fra avant-garde metal
Selvom progressiv metal og avant-garde metal begge gør brug af eksperimentering og atypiske idéer er der store forskelle på de to undergenrer. Den progressive metals eksperimentering består ofte i at spille avancerede rytmer og sangstrukturer med traditionelle instrumenter. For avant-garde metal består det meste af eksperimenteringen af brug af usædvanlige lyde og instrumenter. Progressiv metal lægger også større vægt på teknisk kunnen og teoretisk kompleksitet (specielle tidssignaturer, avancerede sangformer, indflydelse fra jazzfusion), mens avant-garde metal er mere uortodoks og stiller oftere spørgsmål ved mange musikalske konventioner.

## Fodnoter
1. 1 2 3  "Mittel Ethan, "The Avant Garde And How To Swing It" on Metal Storm" 2006.